# Детмольд
Детмольд (нім. Detmold) — місто в Німеччині, розташоване на північному сході землі Північний Рейн-Вестфалія, у 100 км на північний захід від Ганновера і в 30 км на схід від Білефельда.
До 1918 року був столицею князівства Ліппе-Детмольд, у 1918–1947 столиця Вільної держави Ліппе. Найбільше місто і районний центр адміністративного округу Ліппе.

## Населення
Чисельність населення становить 73 368 осіб (на 31 грудня 2008 року). 6,0% жителів міста — нащадки іммігрантів.

## Міста-побратими
- Фінляндія Савонлінна, Фінляндія
- Бельгія Хассельт, Бельгія
- Німеччина Цайц, Німеччина
- Франція Сент-Омер, Франція